# اچ‌ام‌اس تیگر (۱۶۴۷)
اچ‌ام‌اس تیگر (۱۶۴۷) (به انگلیسی: HMS Tyger (1647)) یک کشتی بود که طول آن ۹۹ فوت (۳۰٫۲ متر) بود.